# Fórmula de Dynkin
Em matemática, especificamente em processos estocásticos, a fórmula de Dynkin é um teorema que dá o valor esperado de qualquer estatística adequadamente suave de uma difusão de Itō em um tempo de parada. Pode ser vista como a generalização estocástica do (segundo) teorema fundamental do cálculo. Recebe este nome em homenagem ao matemático russo Eugene Dynkin.

## Afirmação
Considere {\displaystyle X} a difusão de Itō com valor em {\displaystyle \mathbf {R} ^{n}} que resolve a equação diferencial estocástica
{\displaystyle \mathrm {d} X_{t}=b(X_{t})\,\mathrm {d} t+\sigma (X_{t})\,\mathrm {d} B_{t}.\ }
Para um ponto {\displaystyle x\in } {\displaystyle \mathbf {R} ^{n}}, considere que {\displaystyle \mathbf {P} ^{x}} denota a lei de {\displaystyle X}, sendo o dado inicial {\displaystyle X_{0}=x}, e que {\displaystyle \mathbf {E} ^{x}} denota o valor esperado em relação a {\displaystyle \mathbf {P} ^{x}}.
Considere {\displaystyle A} o gerador infinitesimal de {\displaystyle X}, definido por sua ação em funções {\displaystyle C^{2}}compactamente suportadas (duplamente diferenciáveis com segunda derivada contínua) {\displaystyle f:\mathbf {R} ^{n}\rightarrow \mathbf {R} }, conforme 
{\displaystyle Af(x)=\lim _{t\downarrow 0}{\frac {\mathbf {E} ^{x}[f(X_{t})]-f(x)}{t}}\ }
ou, equivalentemente,
{\displaystyle Af(x)=\sum _{i}b_{i}(x){\frac {\partial f}{\partial x_{i}}}(x)+{\frac {1}{2}}\sum _{i,j}{\big (}\sigma \sigma ^{\top }{\big )}_{i,j}(x){\frac {\partial ^{2}f}{\partial x_{i}\,\partial x_{j}}}(x).\ }
Considere que {\displaystyle \tau } é um tempo de parada com {\displaystyle \mathbf {E} ^{x}[\tau ]<+\infty } e {\displaystyle f} é {\displaystyle C^{2}} com suporte compacto. Então, a fórmula de Dynkin afirma que:
{\displaystyle \mathbf {E} ^{x}[f(X_{\tau })]=f(x)+\mathbf {E} ^{x}\left[\int _{0}^{\tau }Af(X_{s})\,\mathrm {d} s\right].\ }
Na verdade, se {\displaystyle \tau } for o primeiro tempo de saída para um conjunto limitado {\displaystyle B\subset \mathbf {R} ^{n}} com {\displaystyle \mathbf {E} ^{x}[\tau ]<+\infty }, então, a fórmula de Dynkin se aplica para todas as funções {\displaystyle f} {\displaystyle C^{2}}, sem o pressuposto do suporte compacto. 

## Exemplo
A fórmula de Dynkin pode ser usada para encontrar o primeiro tempo de saída esperado {\displaystyle t_{K}} do movimento browniano {\displaystyle B} da bola fechada
{\displaystyle K=K_{R}=\{x\in \mathbf {R} ^{n}|\,|x|\leq R\},}
que, quando {\displaystyle B} começa em um ponto {\displaystyle a} no interior de {\displaystyle K}, é dado por
{\displaystyle \mathbf {E} ^{a}[\tau _{K}]={\frac {1}{n}}{\big (}R^{2}-|a|^{2}{\big )}.}
Escolha um número inteiro {\displaystyle j}. A estratégia é aplicar a fórmula de Dynkin com {\displaystyle X=B}, {\displaystyle \tau =\sigma j=\min(j,\tau _{K})} e uma função {\displaystyle f} {\displaystyle C^{2}} com {\displaystyle f(x)=\left\vert x\right\vert ^{2}}em {\displaystyle K}. O gerador do movimento browniano é {\displaystyle {\frac {\Delta }{2}}}, em que {\displaystyle \Delta } denota o operador de Laplace. Por isso, pela fórmula de Dynkin,
{\displaystyle \mathbf {E} ^{a}\left[f{\big (}B_{\sigma _{j}}{\big )}\right]}
{\displaystyle =f(a)+\mathbf {E} ^{a}\left[\int _{0}^{\sigma _{j}}{\frac {1}{2}}\Delta f(B_{s})\,\mathrm {d} s\right]}
{\displaystyle =|a|^{2}+\mathbf {E} ^{a}\left[\int _{0}^{\sigma _{j}}n\,\mathrm {d} s\right]}
{\displaystyle =|a|^{2}+n\mathbf {E} ^{a}[\sigma _{j}].}
Assim, para qualquer {\displaystyle j},
{\displaystyle \mathbf {E} ^{a}[\sigma _{j}]\leq {\frac {1}{n}}{\big (}R^{2}-|a|^{2}{\big )}.}
Agora, considere {\displaystyle j\rightarrow +\infty } para concluir que {\displaystyle \tau _{K}=\lim _{j\rightarrow +\infty }\sigma j<+\infty } quase certamente e 
{\displaystyle \mathbf {E} ^{a}[\tau _{K}]={\frac {1}{n}}{\big (}R^{2}-|a|^{2}{\big )},}
como afirmado.